# كنيسة القديس نقولا (ميرا)

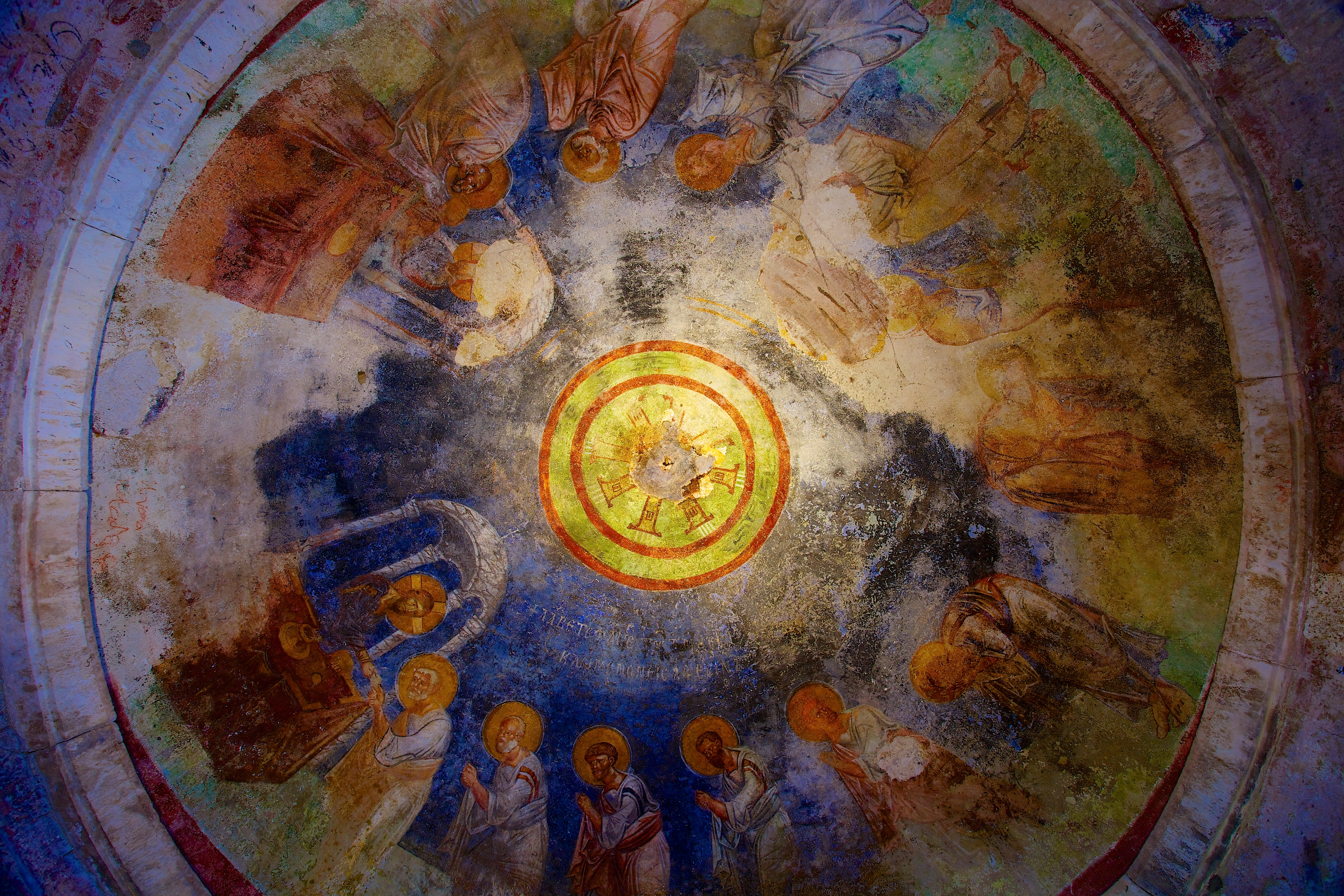
قبة كنيسة القديس نقولا.

كنيسة القديس نقولا (بالتركيّة: Noel Baba Kilisesi) هي كنيسة بيزنطية قديمة تقع في مدينة ميرا القديمة أو دمرة الحالية في محافظة أنطاليا، ويعود بناء الكنيسة إلى القرن الخامس للميلاد؛ وقد أسست في الوقت الذي توفي فيه القديس نقولا، المعروف ببابا نويل (سانتا كلوز) في الفكلور المسيحي والثقافة المسيحية. وهناك أيضًا في المنطقة متحف في ذكرى القديس نيكولا، الذي ولد في باتارا، وقضى حياته كلها في الأناضول.
تعتبر الكنيسة من مواقع الحج لدى المسيحيين الشرقيين. يذكر أنه دفن القديس نيكولا في هذه الكنيسة في البداية، ولكن قام بعض التجار بأخذ جزء من رفاته خلال الحملات الصليبية، وأخذوها إلى مدينة باري الإيطالية، باقي العظام والرفات التي يعتقد أنها تنتمي للقديس نيكولا، هي محفوظة في متحف أنطاليا اليوم. الكنيسة مدرجة على قائمة التراث العالمي لليونسكو.